# ستيفاني أميرة موناكو
ستيفاني أميرة موناكو (بالفرنسية: Princesse Stéphanie de Monaco)‏ (ستيفاني ماري إليزابيث غريمالدي، مواليد 1 فبراير 1965) مغنية ومصممة ملابس سباحة وعارضة أزياء سابقة، هي أصغر بنات أمير موناكو رينييه الثالث، والممثلة غريس كيلي، وأخت ألبرت الثاني، أمير موناكو، وكارولين أميرة موناكو. تعتبر حاليًا في المركز الرابع عشر في خط خلافة عرش موناكو.

## روابط خارجية
- ستيفاني أميرة موناكو على موقع IMDb (الإنجليزية)
- ستيفاني أميرة موناكو على موقع الموسوعة البريطانية (الإنجليزية)
- ستيفاني أميرة موناكو على موقع مونزينجر (الألمانية)
- ستيفاني أميرة موناكو على موقع ميوزك برينز (الإنجليزية)
- ستيفاني أميرة موناكو على موقع إن إن دي بي (الإنجليزية)
- ستيفاني أميرة موناكو على موقع ديسكوغز (الإنجليزية)
- ستيفاني أميرة موناكو على موقع قاعدة بيانات الفيلم (الإنجليزية)